# Thomas Wentworth, 1:e earl av Strafford
Thomas Wentworth, 1:e earl av Strafford, född 13 april 1593 i London, död (genom avrättning) 12 maj 1641, var en engelsk statsman, far till William Wentworth, 2:e earl av Strafford. 
Han studerade i Cambridge, erhöll 1611 knightvärdighet och blev 1614 ledamot av underhuset. I förgrunden framträdde han 1621, då han med fasthet och moderation hävdade parlamentets rätt mot konungamakten. 1624 bekämpade han Buckinghams mot Spanien riktade krigspolitik och blev därför 1625 utsedd till sheriff i Yorkshire för att på så sätt hållas avlägsnad från parlamentet. 
Han hölls 1627 en tid fängslad för vägran att lämna bidrag till ett utan parlamentets hörande påbjudet tvångslån. Wentworth var 1628 på nytt ledamot av underhuset och tog då ledande andel i dess opposition mot konungamaktens förmenta övergrepp. Hans försök att åstadkomma en uppgörelse strandade på konungens envishet, och denne fick i stället kort därefter acceptera den vida längre gående "Petition of right" (juni samma år). Wentworth hade understött denna, men fjärmade sig nu alltmer från oppositionen, vars puritanska iver han aldrig delat och vars önskan att åt parlamentet bereda bestämmande inflytande på regeringsmakten han ogillade. 
Wentworth bör sålunda inte ses som någon avfälling från sina äldre grundsatser, då han nu blev kungens man. Han upphöjdes till baron Wentworth (juli) och viscount Wentworth (december), utsågs 25 december 1628 till ståthållare i norra England (president of the council of the north) samt fick november 1629 säte i Privy council. Han utnämndes januari 1632 till ståthållare (lord deputy) på Irland och övertog juli 1633 i Dublin Irlands styrelse. På den allmänna riksstyrelsen hade han, trots att han var rådsmedlem, ingalunda det stora inflytande, som äldre historieskrivare antagit. 
På Irland lyckades Wentworth betydligt upphjälpa landets materiella välmåga; han införde hampodling och uppmuntrade industriens utveckling, återställde disciplinen inom armén och undertryckte sjöröveriet i Irländska kanalen. Hans stora misstag var emellertid, att han konsekvent ville göra irländarna till engelsmän och ej visade någon tolerans för deras egenartade seder och bruk eller för deras katolska religion. Bland annat sökte han, fullföljande Jakob I:s politik, kolonisera Connaught med protestantiska, engelska nybyggare. Mot självrådiga ämbetsmän, till exempel vice skattmästaren lord Mountnorris, ingrep han med hänsynslös stränghet och skaffade sig genom sitt starka hävdande av statens rätt på alla enskilda intressens bekostnad många fiender, även vid hovet.  
Då Wentworth maj 1639 besökte London för en process, ombads han av Karl I att kvarstanna som dennes främste politiske rådgivare i det bekymmersamma läge, vari konungamakten försatts, sedan expeditionen mot Skottland misslyckats. Wentworth, som januari 1640 upphöjdes till earl av Strafford och erhöll lordlöjtnants titel, tillrådde parlamentets sammankallande och lyckades av irländska parlamentet erhålla en stor bevillning. "Korta parlamentet" däremot vägrade bevillning och påyrkade fred med skottarna. Det upplöstes då (maj 1640), och vid en rådskommittés sammanträde talade Wentworth enligt statssekreteraren Vanes anteckningar om armén på Irland såsom användbar för att "betvinga detta rike". 
Då fälttåget mot Skottland misslyckats och "Långa parlamentet" sammanträtt (3 november), blev Wentworth åtalad för högförräderi och insatt i Towern (25 november). Vanes anteckning, röjd för parlamentsledarna av dennes son, var ett huvudargument mot Wentworth, men dennes glänsande försvar förmådde oppositionen att låta riksrättsförfarandet falla och i stället söka få honom förklarad i akt (genom en "bill of attainder"). Denna antogs även av överhuset (8 maj 1641), sedan konungen genom planer på en väpnad kupp ökat parlamentets misstro, och skrämd av demonstrerande folkhopar, sanktionerade konungen billen (10 maj). Två dagar senare avrättades Wentworth. Eftervärlden har erkänt hans patriotism, reformiver och administrativa duglighet; han föll på sin strävan att återuppliva huset Tudors av parlamentet obehärskade konungamakt.